# Аллен (парафія)
Шаблон:StateAbbr_ 30°40′ пн. ш. 92°50′ зх. д. / 30.66° пн. ш. 92.83° зх. д.
Округ Аллен (англ. Allen Parish) — округ (парафія) у штаті Луїзіана, США. Ідентифікатор округу 22003.

## Історія
Парафія утворена 1912 року.

## Демографія
За даними перепису
2000 року
загальне населення округу становило 25440 осіб, зокрема міського населення було 8199, а сільського — 17241.
Серед мешканців округу чоловіків було 14204, а жінок — 11236. В окрузі було 8102 домогосподарства, 5927 родин, які мешкали в 9157 будинках.
Середній розмір родини становив 3,12.
Віковий розподіл населення поданий у таблиці:
| Стать    | До 15 років | 15-21 | 22-29 | 30-39 | 40-49 | 50-65 | 65-85 | Понад 85 |
| -------- | ----------- | ----- | ----- | ----- | ----- | ----- | ----- | -------- |
| Чоловіки | 2700        | 1266  | 2081  | 2808  | 2252  | 1834  | 1178  | 85       |
| Жінки    | 2526        | 1089  | 1047  | 1571  | 1534  | 1730  | 1508  | 231      |

## Суміжні округи
- Рапід — північний схід
- Еванджелін — схід
- Джефферсон-Девіс — південь
- Борегард — захід
- Вернон — північний захід

## Виноски
1. ↑  U.S. Decennial Census. United States Census Bureau. Архів оригіналу за 26 квітня 2015. Процитовано 20 серпня 2014.
2. ↑  Historical Census Browser. University of Virginia Library. Архів оригіналу за 11 серпня 2012. Процитовано 20 серпня 2014.
3. ↑  Population of Counties by Decennial Census: 1900 to 1990. United States Census Bureau. Архів оригіналу за 15 вересня 2014. Процитовано 20 серпня 2014.
4. ↑  Census 2000 PHC-T-4. Ranking Tables for Counties: 1990 and 2000 (PDF). United States Census Bureau. Архів оригіналу (PDF) за 18 грудня 2014. Процитовано 20 серпня 2014.
5. ↑  State & County QuickFacts. United States Census Bureau. Архів оригіналу за 7 червня 2011. Процитовано 20 серпня 2013. [Архівовано 2007-07-14 у Wayback Machine.](англ.) Наведено за англійською вікіпедією.
6. ↑  American FactFinder. Бюро перепису населення США. Архів оригіналу за 26 лютого 2012. Процитовано 31 січня 2008. [Архівовано 2008-05-21 у Wayback Machine.]

| США | Це незавершена стаття з географії США. Ви можете допомогти проєкту, виправивши або дописавши її. |